# 日冕-光子衛星
日冕-光子衛星（Коронас-Фотон）是一顆俄羅斯太陽研究衛星。日冕-光子衛星是俄羅斯 CORONAS 計畫的第三顆衛星，也是國際「與恆星共存」計畫的一部分。2009年1月30日，日冕-光子衛星搭載旋風3號火箭從普列謝茨克航天發射場發射，這是旋風3號火箭最後一次飛行。
2009年12月1日，由於設計缺陷導致電源問題，衛星上的所有科學儀器關閉。2010年4月18日，日冕-光子衛星製造者「非常肯定」地宣布衛星失聯。